# 替木
替木是一种中国木建筑构件，即在令栱上方承托梁枋的短木，或是承托檩、枋接头的短木。
替木最早见于汉代明器，当时的替木为矩形。自两晋南北朝起，替木两侧底面渐渐出现收杀，形状类似于栱。宋朝时，木构建筑外檐上的替木演化成为罗汉枋。明清建筑很少使用替木。